# Čikara Fudžimoto
Čikara Fudžimoto (japonsko 藤本 主税), japonski nogometaš, * 31. oktober 1977.
Za japonsko reprezentanco je odigral dve uradni tekmi.